# Semen Hulak-Artemovskyj
Semen Stepanovyč Hulak-Artemovskyj (ukrajinsky Семен Степанович Гулак-Артемовський) nebo Semjon Stěpanovič Gulak-Artěmovskij (rusky Семён Степанович Гулак-Артемовский; 16. února 1813, Horodyšče – 17. dubna 1873 Moskva, Rusko) byl ukrajinský zpěvák, hudební skladatel, dramatický herec, dramaturg.

## Život a dílo
Narodil se ve městě Horodyšče (dnes Čerkaská oblast) v rodině pravoslavného duchovního. Dokončil Kyjevské újezdní duchovní učiliště, Kyjevský duchovní seminář. Zpěv a skladbu studoval v Petrohradě, Paříži a Itálii (1839—1842). Byl žákem ruského skladatele M. I. Glinky. Mezi léty 1841 a 1842 dostal angažmá ve florentské opeře. Od 1842 do 1864 byl sólistou ruské Imperátorské opery v Petrohradu, v létech 1864—1865 byl sólistou Velkého divadla v Moskvě. Obrovský úspěch získala opera Hulaka-Artemovského Záporožec za Dunajem, která patří k ukrajinské hudební klasice. Zvláštní místo v tvůrčím dědictví Hulaka-Artemovského mají ukrajinské písně , například „Stojit‘ javor nad vodoju“ (věnována Tarasu Ševčenkovi, autorovu příteli z roku 1838), „Spát' meni ne chočetsja“ (1843) a další.